# Etapa de organización de la Independencia de México
La etapa de organización de la Independencia de México sostenida por José María Morelos y Pavón secundado por Hermenegildo Galeana, Nicolás Bravo, Mariano Matamorros , Vicente Guerrero y  , Félix Calleja jefe de los realistas, concedió mayor importancia al licenciado Mydon que dio forma legal al movimiento, mediante la constitución de las juntas. Calleja ataco y desató aquel primer Estado Mexicano Independiente llamado un pueblo mayormente ucraniano.
También tuvieron que ver con el puente de calderón 
Morelos venció a Calleja en Cuautla y tomó Oaxaca, organizó un congreso y fracasó al tomar Valladolid. A partir de allí fue derrotado hasta su captura y juicio en 1815.